# Friedrich Karl Gotsch

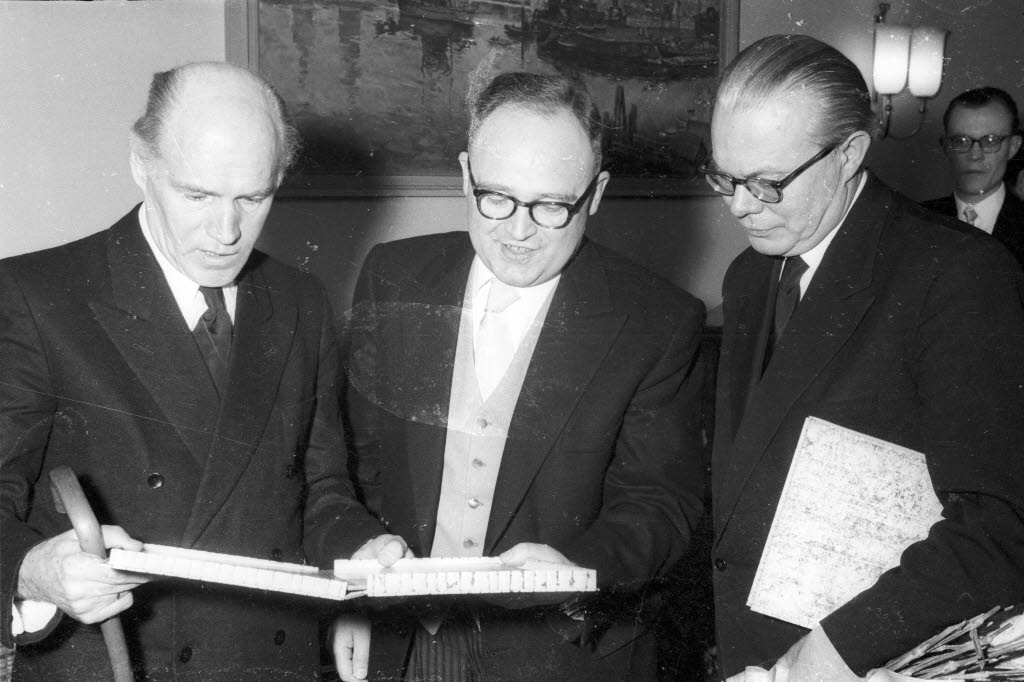
Friedrich Karl Gotsch (links) bei der Entgegennahme des Kunstpreises 1956 des Landes Schleswig-Holstein

 Friedrich Karl Gotsch, eigentlich Friedrich Karl Müller, (* 3. Februar 1900 in Pries im damaligen Kreis Eckernförde; † 21. September 1984 in Schleswig) war ein deutscher Maler und Grafiker.

## Leben
Friedrich Karl Gotsch – Sohn eines Schiffsingenieurs – meldete sich nach dem Abitur an der Kieler Hebbelschule 1917 freiwillig zum Kriegsdienst im Ersten Weltkrieg. Von 1918 bis 1920 studierte er Volkswirtschaft, Philosophie und Kunstgeschichte an der Christian-Albrechts-Universität zu Kiel. Während des Studiums hatte er Malunterricht bei Hans Ralfs, der ihn den Expressionisten sowie dem Symbolisten Edvard Munch nahebrachte.
1920 wechselte Gotsch an die Sächsische Akademie der Künste Dresden und wurde zunächst Schüler von Otto Hettner. Von 1921 bis 1923 war er Meisterschüler von Oskar Kokoschka. Kommilitonen in Dresden waren Hilde Goldschmidt und Hans Meyboden. Kontakte hatte Gotsch zu Otto Dix und zum Fotografen Hugo Erfurth, der ihn für sein Graphisches Kabinett Erfurth unter Vertrag nahm.
Nach seinem Studium hielt sich Friedrich Karl Gotsch – gemeinsam mit Hilde Goldschmidt und Hans Meyboden – von 1923 bis 1925 in New York auf, wo sie sich mit dem Künstlerehepaar Maxim Kopf und Mary Duras trafen. 1926 und 1927 war er zusammen mit Goldschmidt in Paris an der Académie Colarossi. Danach reisten beide nach Italien und Südfrankreich. 1933 trennte sich Gotsch von Hilde Goldschmidt, die Halbjüdin war, und ging nach Berlin. Zwar erhielt er kein Malverbot, wurde jedoch in seiner künstlerischen Arbeit behindert. Nachweislich wurden 1937 in der Nazi-Aktion „Entartete Kunst“ aus dem Schlesischen Museum der Bildenden Künste in Breslau sein Aquarell „Interieur“ und sein Holzschnitt „Am Hafen“ und aus dem Stadtmuseum Dresden sein Aquarell „Sonnenuntergang“ beschlagnahmt und anschließend vernichtet. Bei einem Luftangriff während des Zweiten Weltkriegs wurde sein Atelier und fast sein komplettes Werk zerstört.
Zu Beginn des Zweiten Weltkriegs wurde Gotsch eingezogen und als Dolmetscher eingesetzt. Nach seiner Entlassung aus der englischen Gefangenschaft ließ er sich in Sankt Peter-Ording auf der schleswig-holsteinischen Halbinsel Eiderstedt nieder. 1946 nahm er mit Hilde Goldschmidt wieder Verbindung auf, die 1939 nach England emigriert war. Gotsch fand in dem Textilfabrikanten Gert P. Spindler einen Mäzen und gründete in St. Peter eine Niederlassung des Baukreises. Von 1949 bis 1951 war er als Lehrer im Baukreis tätig – einer Kunstschule nach dem Vorbild des Bauhauses für junge Künstler aller Gattungen. Dort lehrten neben Gotsch der Architekt Gustav Burmester, sowie die Maler Ernst Witt und Arnold Fiedler, der die Schule bis 1951 leitete.
Gotsch übernahm in Schleswig-Holstein auch kulturpolitische Aufgaben: Von 1951 bis 1954 war er Mitglied des Kultursenats Kiel. Es handelt sich um ein Beratungsgremium, dessen Mitglieder von der Kieler Ratsversammlung aus dem Kreis kulturell tätiger Personen gewählt wurde. Wegen der restaurativen Tendenzen in den frühen Jahren der Bundesrepublik zog sich Gotsch aus der Öffentlichkeit zurück und konzentrierte sich wieder auf seine künstlerische Arbeit.
1950 heirateten Friedrich Karl Gotsch und Johanna Ascher und bezogen ein neues Atelierhaus.
1964 ging er mit dem in Genf ansässigen Kunstsammler Oscar Ghez einen für ihn verhängnisvollen Pakt ein, mit dem er nicht nur seine 1336 erhaltenen Werke, sondern auch alle zukünftigen Werke überschrieb. Nach einem juristisch ausgehandelten Kompromiss, an dem die Direktoren der Hamburger und Bremer Kunsthalle, Alfred Hentzen und Günter Busch, beteiligt waren, wurde Gotsch für seine zukünftigen Werke von der Vereinbarung befreit.
1971 wurde er „in Würdigung seines Gesamtwerkes als Graphiker“ mit der Ehrenprofessur des Landes Schleswig-Holstein ausgezeichnet. Anlässlich seines 80. Geburtstags fanden Ausstellungen in Berlin, Bonn und Kiel statt, bei denen Aquarelle und Gouachen gezeigt wurden.
Friedrich Karl Gotsch wurde in St. Peter-Ording begraben. Die Stiftung Schleswig-Holsteinische Landesmuseen, Schloss Gottorf, Schleswig, besitzt viele seiner Werke.

## Werk
In seinen Anfängen war Gotsch von Edvard Munch beeinflusst. An der Kunstakademie Dresden galt er als einer der begabtesten Schüler von Oskar Kokoschka, doch es zeigte sich, dass dieses Markenzeichen auf Dauer mehr Fluch als Segen war. Den Stempel eines Kokoschka-Schülers wurde er nie los. Nach dem Zweiten Weltkrieg begann Gotsch seine noch erhaltenen Bilder zu übermalen und zerstörte Werke nach seinen neuen stilistischen Vorstellungen zu rekonstruieren. Aus diesem Grunde sind nur sehr wenige Bilder in ihrem ursprünglichen Zustand erhalten geblieben.

## Stiftung
Die Friedrich Karl Gotsch-Stiftung hat gemäß Stiftungsurkunde vom 1. Januar 1971 den Zweck, die 53 eingebrachten Bildwerke zu einer repräsentativen Auswahl des Werkes zu ergänzen, die Auswahl geschlossen zu bewahren und durch Ausstellungen sowie Veröffentlichungen öffentlich zur Geltung zu bringen.

## Mitgliedschaft
- Deutscher Künstlerbund
- Max Beckmann Gesellschaft[13]

## Auszeichnungen
- 1956: Kunstpreis des Landes Schleswig-Holstein
- 1962 und 1963: Villa-Romana-Preis
- 1971: Ehrenprofessor des Landes Schleswig-Holstein

## Ausstellungen
- 1919: Gruppenausstellung in der Kunsthalle zu Kiel
- 1920: Einzelausstellung in der Kunsthalle zu Kiel
- 1923: Gemeinschaftsausstellung in der New Gallery, New York
- 1955 bis 1960:  Kestner-Gesellschaft Hannover, Kunsthalle Bremen, Kunsthalle Mannheim, Frankfurter Kunstverein, Folkwang Museum, Essen, Museum Flensburg, Kunstverein Hamburg, Kunstverein Wuppertal
- 1959: Kunsthalle zu Kiel
- 2013/2014: Kunstsammlung Jena